# موني (أسطورة)
كان موني (بالإنجليزية: Moni)‏ بعد إمرا، ثاني أهم إله بين آلهة ما قبل الإسلام لشعب هندوكوش كافير. مع أنفاسه، خلق إمرا موني وجيش. كان يعتقد أن موني نبي إلهي، اختاره إمرا لإنجاز أوامره. تقريبا كل قرية كافر كان لديها معبد مكرس لموني.